# فرزاد هوشیدری
فرزاد هوشیدری (زاده ۱۳۶۶ در تهران) ورزشکار اهل ایران، بازیکن و کاپیتان و مربی تیم ملی اینلاین هاکی ایران و تیم ملی هاکی روی یخ ایران است.

او موفق شده به همراه تیم ملی ایران در سالهای ۲۰۱۲ و ۲۰۱۶ مقام سوم بازیهای آسیایی را کسب کند.
هوشیدری مدتی به عنوان بازیکن در تیم آندرداگز مالزی (Underdogs) به میدان رفته و موفق شد با به ثمر رساندن ۴ گل و ۶ پاس گل به همراه این تیم مقام سوم مسابقات قهرمانی اینلاین هاکی مالزی را بدست آورد. وی همچنین مدتی به عنوان لژیونر ایرانی برای تیم هاکی ترووا آنکارا در ترکیه نیز به میدان رفت.

## فهرست منابع
1. ↑  «از آمریکا تا اروپا، از ایران تا مالزی؛ با متفاوت‌ترین تیم ملی هاکی ایران آشنا شوید». طرفداری. ۲۰۱۷-۰۲-۱۳. دریافت‌شده در ۲۰۲۰-۰۶-۲۹.
2. ↑  «کاپیتان تیم ملی اسکیت هاکی: داشتن یک زمین تمرین، کمترین حق ما از این ورزش است/ خدا را شکر خانه به دوشی ما تمام شد». خبرگزاری تسنیم - Tasnim. دریافت‌شده در ۲۰۲۰-۰۶-۲۹.
3. ↑  «کاپیتان تیم ملی اینلاین هاکی: هدف اول ما موفقیت در هاکی روی یخ است». ایسنا. ۲۰۱۹-۰۲-۲۷. دریافت‌شده در ۲۰۲۰-۰۶-۲۹.
4. ↑  «اصلاحات قوانین و آیین‌نامه‌های جدید اسکیت مورد بررسی قرار گرفت». ایرنا. ۲۰۲۰-۰۶-۲۳. دریافت‌شده در ۲۰۲۰-۰۶-۲۹.
5. ↑  «نخستین تمرین تیم ملی هاکی روی یخ ایران برگزار شد». شبکه ورزش- varzeshtv.ir. دریافت‌شده در ۲۰۲۰-۰۶-۲۹.
6. ↑  «پویایی هاکی‌بازان ایران مورد استقبال فدراسون جهانی قرار گرفت/ امکان انجام تمرین به صورت گروهی وجود ندارد». خبرگزاری برنا. دریافت‌شده در ۲۰۲۰-۰۶-۲۹.
7. ↑  "Ice Hockey in Iran | National Teams of Ice Hockey and Team". National Teams of Ice Hockey (به انگلیسی). Retrieved 2020-06-29.
8. ↑  "Worldskate - Skateboarding & Roller Sports - Medal table". www.worldskate.org (به انگلیسی). Retrieved 2020-06-29.
9. ↑  «معرفی کادر فنی تیم‌های ملی اسکیت هاکی- اخبار ورزشی - اخبار تسنیم - Tasnim». خبرگزاری تسنیم - Tasnim. دریافت‌شده در ۲۰۲۰-۰۷-۱۵.
10. ↑  «موفقیت دو لژیونر اسکیت هاکی ایران در رقابت‌های مالزی». همشهری آنلاین. ۲۰۱۳-۰۹-۱۰. دریافت‌شده در ۲۰۲۰-۰۶-۲۹.
11. ↑  «فرزاد هوشیدری در برنامه زنده شبکه ٣ سیما». آپارات - سرویس اشتراک ویدیو. دریافت‌شده در ۲۰۲۰-۰۶-۲۹.
12. ↑  "Farzad Houshidari at eliteprospects.com". www.eliteprospects.com (به انگلیسی). Retrieved 2020-06-29.